# Mille Bravo
 (juin 2013).
Si vous disposez d'ouvrages ou d'articles de référence ou si vous connaissez des sites web de qualité traitant du thème abordé ici, merci de compléter l'article en donnant les références utiles à sa vérifiabilité et en les liant à la section « Notes et références ».
Mille Bravo était une émission de télévision française diffusée sur FR3. Elle était présentée en direct par Christine Bravo.